# Odynerus fuscipennis
Odynerus fuscipennis är en stekelart som först beskrevs av Meade-waldo.  Odynerus fuscipennis ingår i släktet lergetingar, och familjen Eumenidae. Utöver nominatformen finns också underarten O. f. indotatiodes.